# Joel Ordóñez
Joel Ordóñez (* 21. April 2004) ist ein ecuadorianischer Fußballspieler, der beim FC Brügge in der belgischen Division 1A spielt.  Seit 2024 ist er Nationalspieler seines Landes.

## Karriere

### Verein
Ordóñez begann seine fußballerische Karriere 2022 bei Independiente del Valle. Im 2023 wechselte er zu FC Brügge. Am 6. August 2023 gab er im Auswärtsspiel gegen den KVC Westerlo sein Debüt.
Im Juli 2024 verlängerte Ordóñez seine Vertragslaufzeit in Brügge vorzeitig bis Mitte 2028. 

### Nationalmannschaft
2024 stand Ordóñez im Kader der ecuadorianischen Nationalmannschaft.

## Erfolge
- Belgischer Pokalsieger: 2024/25